# Stonebow Village
Stonebow Village är en civil parish i Charnwood i Leicestershire i England, 4 km från Loughborough. Den bildades den 1 april 2019.